# Kaplica Wilhelma Tella nad jeziorem Urner

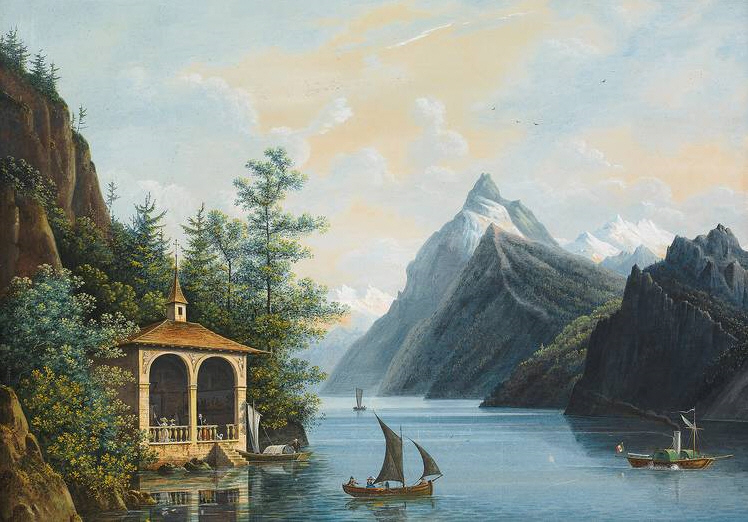
Kaplica Wilhelma Tella ok. połowy XIX w.

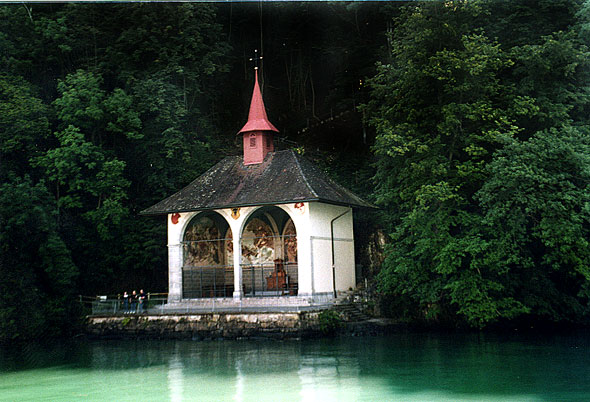
Kaplica Wilhelma Tella w roku 2000

Kaplica Wilhelma Tella (niem. die Tellskapelle, fr. la Chapelle de Tell) – kaplica na wschodnim brzegu jeziora Urnen w kantonie Uri w Szwajcarii, związana z legendą Wilhelma Tella.

## Położenie
Kaplica znajduje się tuż nad wodą, na kamiennej płycie (niem. Tellsplatte) wysuniętej w głąb jeziora, na którą według legendy Wilhelm Tell miał wyskoczyć z łodzi podczas przewożenia go przez wójta Gesslera do więzienia w Küssnacht. Leży w granicach gminy Sisikon, ok. 2,5 km na południe od centrum miejscowości o tej samej nazwie, u stóp stromych zboczy góry Axenberg, na wysokości ok. 440 m n.p.m. Kilkadziesiąt metrów od kaplicy, w tunelu, biegnie lokalna linia kolejowa z Sisikon do Flüelen, natomiast jeszcze 200 m dalej, także w tunelu (Tellsplattentunnel) – droga krajowa nr 2, zwana na tym odcinku Axenstrasse.

## Historia
Nazwa Tellsplatte, jeszcze w formie ze Tellen blatten, pojawia się po raz pierwszy ok. 1470 r. w tzw. „Białej Księdze” z Sarnen (niem. Weisse Buch von Sarnen).
Według tradycji, pierwsza kaplica, poświęcona św. Sebastianowi, została w tym miejscu wzniesiona w 1388 r. Po raz pierwszy wzmiankowana była w kronice Heinricha Brennwalda (1508-1516). Co roku w pierwszy piątek po święcie Wniebowstąpienia bractwo, założone w 1561 r., odprawiało tam mszę św. ku pamięci Tella oraz „ojców założycieli” Konfederacji Wernera Stauffachera i Arnolda von Melchtal. Kaplica stała się w ten sposób miejscem kościelnego upamiętniania początków Szwajcarii. W latach 1589/1590 została ona powiększona (lub przebudowana) i ozdobiona cyklem fresków, przedstawiających sceny z życia Wilhelma Tella. Ołtarze poświęcono w 1599 r. św. Sebastianowi, św. Wilhelmowi, Trójcy Świętej, Najświętszej Marii Pannie i Wszystkim Świętym. Co najmniej od 1645 roku odprawiana procesja nabrała charakteru półoficjalnego, a jej koszty ponosi kanton Uri.
Obecna kaplica została zbudowana w latach 1879–1880 i ozdobiona przez malarza historycznego z Bazylei, Ernsta Stückelberga, czterema freskami przedstawiającymi sceny z życia Wilhelma Tella (ukończonymi w 1882 r.). W 1884 r. Wielka Rada kantonu Uri zdecydowała o ustanowieniu procesji uroczystym wydarzeniem kantonalnym, które w dalszym ciągu jest obchodzone.

## Kaplica jako cel turystyczny
W 1804 r. miał premierę dramat Fryderyka Schillera pt. „Wilhelm Tell”, a w roku 1829 oparta na tekście dramatu opera „Wilhelm Tell” Gioacchino Rossiniego, które spopularyzowały postać szwajcarskiego bohatera. W tym czasie w krajach alpejskich żywo zaczęła się rozwijać turystyka, więc kaplica Tella stała się jednym z obowiązkowych punktów dla turystów podążających szlakiem przez Przełęcz Świętego Gotarda lub przez przełęcz Furka. Był wśród nich m.in. Juliusz Słowacki, który podczas swej alpejskiej podróży w towarzystwie trzech braci Wodzińskich oraz Juliusza Grużewskiego 14 sierpnia 1834 r. wyruszył łodzią z Flüelen w kierunku Lucerny. Podróżnicy zatrzymali się przy kaplicy (oglądali obiekt w wersji widocznej na górnej ilustracji). Juliusz Słowacki w liście do swojej matki, datowanym w Genewie 21 sierpnia 1834 r., pisał: Byłem w kaplicy Will. Tella – łódka nasza zatrzymała się na skale, z której [powinno być: na którą] bohater nasz wyskoczył, Gesslera na jezioro odepchnąwszy. Kaplica ta, tylekroć rysowana, znajomą ci, Mamo, być musi... Obraz kaplicy pojawił się później w napisanym w 1836 r. poemacie „W Szwajcarii”:
Pod ścianą ze skał i pod wieńcem borów,
Stoi cichości pełna i kolorów
Tella kaplica.
Kaplica dostępna jest na piechotę w około 15 minut z parkingu przy położonym wyżej (ok. 510 m n.p.m.) hotelu „Tellsplatte” bądź z położonej ok. 200 m na północ przystani „Tellsplatte”, obsługiwanej przez statki pływające regularnie po jeziorze. Przebiega też koło niej dalekobieżny pieszy szlak turystyczny o nazwie „Weg der Schweiz”.